# Rhipsalis olivifera
Rhipsalis olivifera ist eine Pflanzenart in der Gattung Rhipsalis aus der Familie der Kakteengewächse (Cactaceae). Das Artepitheton olivifera leitet sich von den lateinischen Worten oliva für ‚Olive‘ sowie -fer für ‚-tragend‘ ab und verweist auf die olivenförmigen Früchte der Art.

## Beschreibung
Rhipsalis olivifera wächst epiphytisch oder lithophytisch mit halb aufrechten bis etwas hängenden, reich verzweigten Trieben und erreicht Längen von bis zu 1 Meter. Die dunkelgrünen und später rötlich werdenden, abgeflachten, dicken  Triebe sind breit elliptisch bis kreisrund und besitzen hervorstehende Adern. Der Rand ist gekerbt und ausgenommen. Die Areolen sind spärlich mit Wolle besetzt.
Die gelblichen bis weißen Blüten erscheinen in Gruppen bis zu drei Blüten seitlich aus den Trieben. Sie sind 15 Millimeter lang und weisen einen Durchmesser von 20 bis 25 Millimeter auf. Die Früchte sind olivenförmig.

## Verbreitung, Systematik und Gefährdung
Rhipsalis olivifera ist im brasilianischen Bundesstaat Rio de Janeiro im Nationalpark Serra dos Órgãos verbreitet.
Die Erstbeschreibung erfolgte 1997 durch Nigel Paul Taylor und Daniela Cristina Zappi.
In der Roten Liste gefährdeter Arten der IUCN wird die Art als „Near Threatened (NT)“, d. h. als gering gefährdet geführt.

## Nachweise